# 范永鑾
范永鑾（？—？），字汝和，號蘇山，湖廣郴州直隸州桂陽縣人，明朝政治人物。

## 生平
弘治十七年（1504年）甲子科湖廣鄉試舉人，正德九年（1514年）甲戌科三甲第一百一名進士。授貴溪縣知縣，十四年（1519年）十一月升浙江道監察御史，十五年（1520年）十月巡按直隸，嘉靖三年（1524年）巡按四川，出為福建按察司副使，升江西布政使司左參政，十二年（1533年）七月升河南按察使，十三年（1534年）閏二月升四川右布政使。